# هارولد بوشامب
هارولد بوشامب (بالإنجليزية: Harold Beauchamp)‏ هو مصرفي نيوزيلندي، ولد في 15 نوفمبر 1858 في أرارات في أستراليا، وتوفي في 5 أكتوبر 1938 في ويلينغتون في نيوزيلندا.